# Stor-Haratjärnen
Stor-Haratjärnen är en sjö i Härjedalens kommun i Härjedalen och ingår i Dalälvens huvudavrinningsområde.